# Ruben Van Wyk
Ruben Van Wyk (16 giugno 1976) è un ex calciatore namibiano, di ruolo attaccante.

## Carriera

### Club
Ha giocato nella prima divisione sudafricana.

### Nazionale
Con la Nazionale namibiana partecipò alla Coppa d'Africa nel 1998.